# Kinesiska paviljongen

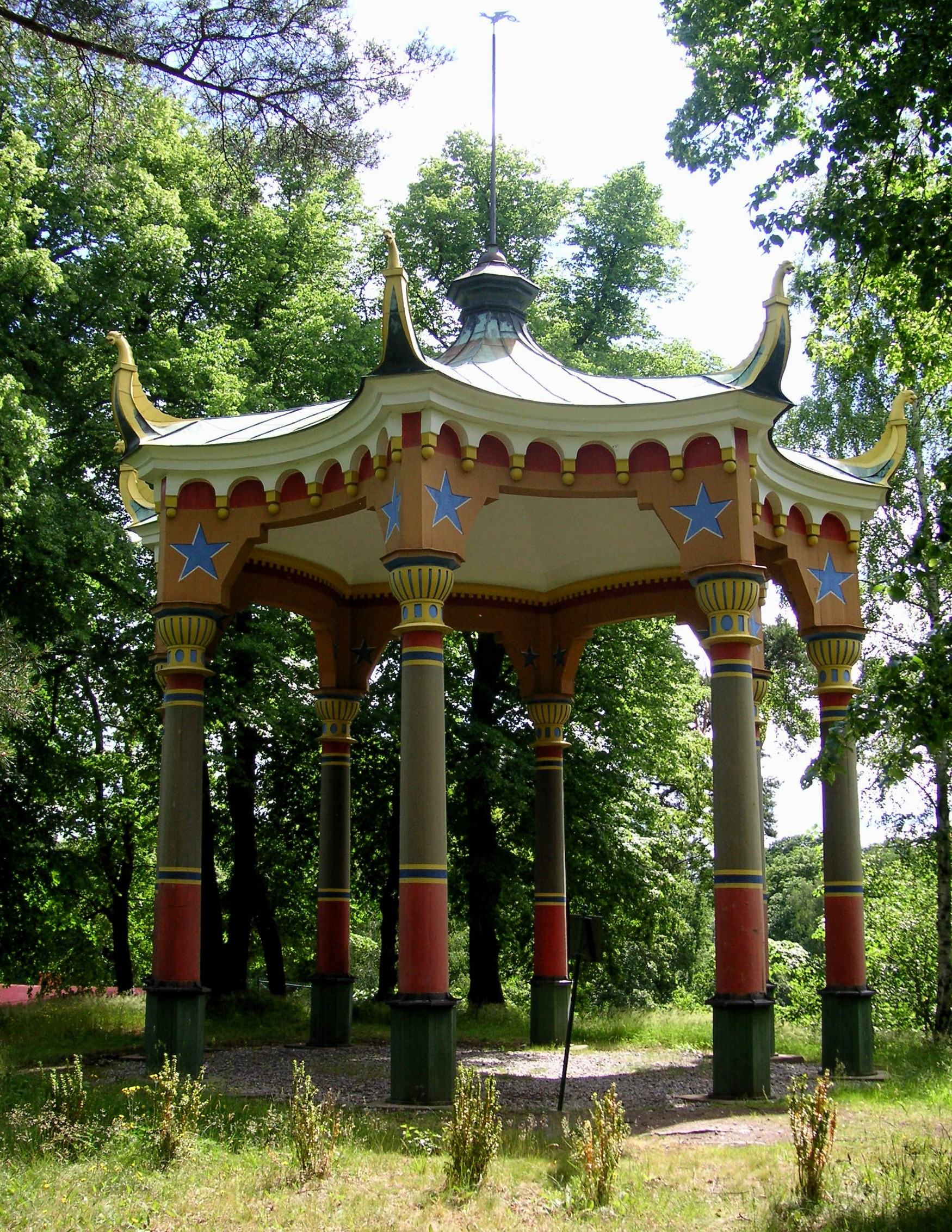
Kinesiska paviljongen i Hagaparken.

Kinesiska paviljongen är en av byggnaderna i Hagaparken i Solna. Den ligger i parkens södra del, inte långt från den Kungliga begravningsplatsen.

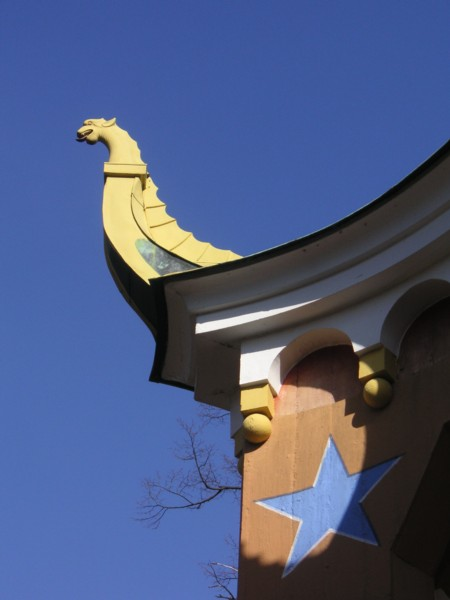
Takdetalj.

Kinesiska paviljongen uppfördes år 1787 under Gustav III:s tid efter ritningar av Louis Jean Desprez. Drakhuvudena längst ut över varje pelare var försedda med små klockor som klingade i vinden. I paviljongens mitt stod ett stort åttkantigt bord.
Vid renoveringen 1974 byttes de gamla målade trädrakarna ut mot nya av glasfiberarmerad plast och samtidigt togs även de små klockorna bort. Resterna av några av ursprungsdrakarna kan beses i Haga Parkmuseum.
Den senaste upprustningen gjordes 1997–1998.
Kinesiska paviljongen är statligt byggnadsminne.